# Pancarte

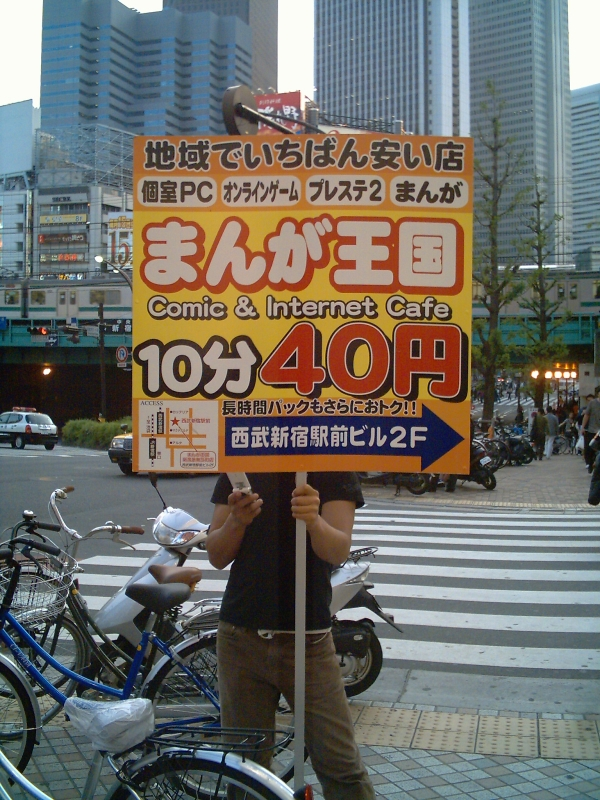
Une pancarte au Japon.

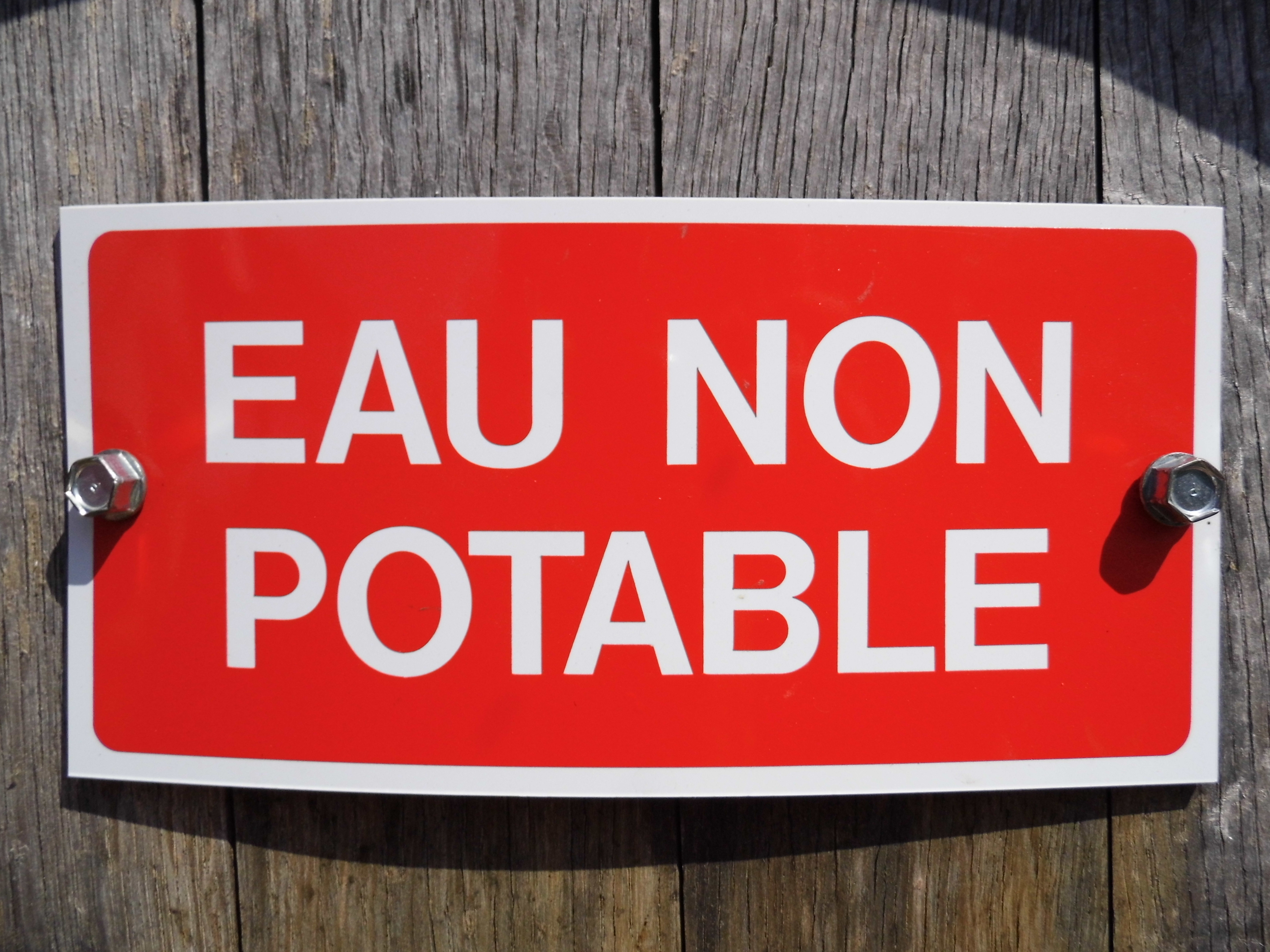
Pancarte d'avertissement indiquant qu'une eau se trouvant à proximité est non potable.

Une pancarte est un objet permettant de communiquer. Elle est généralement composée d'une plaque, d'un panneau ou d'une carte, sur laquelle est inscrit une ou des informations. Il peut par exemple s'agir d'avertissements en cas de danger, de renseignements pratiques, de propagande politique, de slogans commerciaux...
Une pancarte peut être fabriquée en matière plastique, en carton ou en bois, ainsi qu'en papier. Elle peut être posée au sol, accrochée au mur ou sur un poteau. Une personne qui porte une pancarte devant elle et une derrière est appelée homme-sandwich.

## Histoire
L'impôt dit « de la pancarte » a été créé par Henri IV en 1596. Il taxait les marchandises au taux de 5 % et a été supprimé du fait de son impopularité en 1602.